# Акоста, Ясмани
Ясмани Акоста Фернандес (исп. Yasmani Acosta Fernández; род. 16 июля 1988, Аграмонте, Матансас) — кубинский и чилийский борец греко-римского стиля, серебряный призёр летних олимпийских игр 2024 года, панамериканский чемпион, призёр чемпионатов мира.

## Биография
Родился в 1988 году в Аграмонте (Куба). В 2008 году стал панамериканским чемпионом среди юниоров.
В 2011 году стал панамериканским чемпионом. В 2012—2015 годах ежегодно становился серебряным призёром Кубка Гранма. В 2015 году стал бронзовым призёром панамериканского чемпионата.
В 2016 году эмигрировал в Чили. В 2017 году стал чемпионом Южной Америки, серебряным призёром панамериканского чемпионата, и бронзовым призёром чемпионата мира. В 2018 году стал чемпионом Южноамериканских Игр и бронзовым призёром панамериканского чемпионата.
На летних Олимпийских играх 2024 года в Париже, в весовой категории до 130 кг стал обладателем серебряной медали. В финальной схватке уступил пятикратному олимпийскому чемпиону кубинцу Михаину Лопесу.